# Ove Sprogøe
Ove Wendelboe Sprogøe Petersen (født 21. december 1919 i Odense, død 14. september 2004) var en dansk skuespiller. Ove Sprogøes mest kendte roller er som doktor Hansen i tv-serien Matador og som den geniale vaneforbryder Egon Olsen i Olsen-banden-filmene.
Sprogøe blev student ved Mulernes Legatskole og blev uddannet som skuespiller ved Alliancescenernes Elevskole i 1944. I 1945 fik han sit gennembrud som Nicolai i Nøddebo Præstegård på Folketeatret i København. Sprogøe giftede sig i 1945 med Eva Rasmussen, med hvem han fik tre sønner, heriblandt skuespiller Henning Sprogøe. I sin lange og meget produktive karriere på både teater og film spillede Sprogøe i en længere periode sammen med Dirch Passer.
I løbet af sin skuespillerkarriere blev Sprogøe tildelt tre Bodilstatuetter for bedste mandlige hovedrolle i filmene På tro og love (1956), Den forsvundne fuldmægtig (1972) og Olsen-bandens sidste bedrifter (1975). I 1996 blev han hædret med en ærespris af Danmarks Film Akademi, og i 1999 modtog han en Æres-Bodil for sin indsats i dansk film. Sprogøe nåede at medvirke i 159 film og omtrent 140 teaterstykker.

## Opvækst og ungdom

### Opvækst
Ove Sprogøe blev født den 21. december 1919 i Odense på Fyn som søn af typograf Hans Arthur Sprogøe Petersen (4. december 1884 – 27. marts 1967) og Inger Marie Sprogøe Petersen (29. april 1888-1959). Ove havde to ældre søskende, Arthur (født 28. februar 1908) og Inger (født 6. december 1914), der var opkaldt efter forældrene. Barndomshjemmet var en treværelses lejlighed på 2. th. i Østergade 22, Odense.
Sprogøes forældre delte en stor interesse for teater, film, litteratur og billedkunst, og de tog ofte ham og hans søskende med på museum. Han overværede sit første teaterstykke som 8-årig og fandt det vældigt fascinerende at gå i biografen for at se westerns. Stumfilmsudgaven af Ben-Hur fra 1925 gjorde et stort indtryk på ham. Sprogøe så desuden også Charles Chaplins Guldfeber (1925), Cirkus (1928) og Byens Lys (1931) i biografen som barn, og Chaplin blev et af hans store forbilleder inden for film. Han kom ofte i Sankt Hans Biograf på Skibhusvej med sine kammerater på søndage, ligesom de også tit var i Paladsteatret i Vestergade, Kino i Asylgade og Kosmorama i Kongensgade.
Sprogøe fortalte senere, at fascinationen for teater- og skuespillerlivet lå i ham allerede som barn, men at han dengang aldrig forestillede sig, at han selv kunne blive skuespiller en dag.

### Skolegang og kontorarbejde
Sprogøe begyndte i Østre Skole i 1926 og skiftede til Mulernes Legatskole i 1929, hvor han gik i et par måneder, indtil familien flyttede til København. Han gik på Bispebjerg Skole fra 4. til og med 7. klasse, hvor han medvirkede i flere skolekomedier og fik vakt sin interesse for teater. Senere kom Sprogøe i realklassen på Rådmandsgade Skole på Nørrebro, men efter det første år ønskede han ikke at gå i skole mere. På sin fars opfordring kom han i lære som typograf hos en bogtrykker, men han var ikke begejstret for arbejdet. Efter tre måneders indlæggelse på et sanatorium grundet mistanke om tuberkulose indstillede Sprogøe typografuddannelsen. Han drømte om at spille teater, men vejen dertil syntes ikke let. Sprogøe arbejdede kortvarigt som cykelbud, elevatorfører og bogbinder, men kom efterfølgende til at arbejde som kontormand i syv år, herunder for kemikaliefirmaet Nordisk Droge og Kemikalie på Sankt Annæ Plads.
| „ | Jeg sad på kontor i seks-syv år. Jeg havde lyst til teatret, men det var som en drøm på den anden side af regnbuen. | “ |
|   | — Ove Sprogøe, Aktuelt                                                                                              |   |

## Tidlige karriere

### Skuespillerelev
Sprogøe var i begyndelsen af 1940'erne elev hos en række kendte skuespillere, herunder John Price, Elith Foss og Sigfred Johansen. Som elev hos Foss kom Sprogøe for første gang til optagelsesprøve på Det Kongelige Teaters Elevskole, men blev ikke optaget. Senere kom han til optagelsesprøve som elev af Johansen, men fik igen afslag. Sprogøe opsøgte Holger Gabrielsen, der var leder af elevskolen, i et forsøg på at få en begrundelse. Gabrielsen sagde til ham: "Deres profil, menneske. Med sådan et ansigt får De aldrig arbejde som skuespiller. De vil komme til at spille små roller hele deres liv." Foruden sin store fejlvurdering forklarede Gabrielsen imidlertid, at Sprogøe ville være kommet ind, hvis det alene var et spørgsmål om talent. Sprogøe fortalte om afslaget til Johansen, der foreslog at forsøge i provinsen i stedet. Sprogøe skrev derfor et brev til Elevskolen på Odense Teater, men fik også her et afslag. Et par uger senere fortalte Johansen, at Alliancescenerne netop havde åbnet en teaterskole. Sprogøe tog til optagelsesprøve og blev optaget på skolen i august 1944 i en alder af 24 år, hvilket var en relativt høj alder som ny teaterelev. Han var blandt andre på hold med skuespilleren Kjeld Jacobsen. Sprogøe havde debuteret i Jens Lochers De gamles oprør i marts 1944, inden han begyndte på elevskolen.

### Gennembruddet iNøddebo Præstegård
Efter at have spillet en række småroller fik Sprogøe i november 1945 sit teatergennembrud som Nicolai i forestillingen Nøddebo Præstegård, som havde været opsat på Folketeatret næsten hvert år i december måned siden 1888. Det var meget sjældent set, at en rolle af den kaliber tilfaldt en elev, og tidligere var rollen blevet spillet af Poul Reumert, Hans Kurt og Angelo Bruun. Efter premieren i 1945 var nogle kritikere skeptiske over for Sprogøes præstation, idet han ifølge dem overspillede rollen, men der var også begejstrede anmeldelser. Sprogøe spillede rollen i tolv af de følgende seksten sæsoner, mens han i tre af sæsonerne spillede karlen Lars i samme stykke. Da han som 42-årig i 1961 spillede Nicolai for sidste gang, havde han optrådt med rollen over 400 gange. Sprogøe forsøgte faktisk at frabede sig rollen gentagne gange, men Thorvald Larsen, der var Folketeatrets direktør, formåede hver gang at overbevise ham om at fortsætte ved at inddrage teatrets økonomi i sin argumentation.

### Samspillet med Dirch Passer
I 1946 havde Sprogøe sine første filmroller i Hans store aften og Diskret ophold, og i 1950'erne medvirkede han gennemsnitligt i tre film årligt. I begyndelsen af sin filmkarriere spillede han i mange år sammen med Dirch Passer i en række lystspil. De mødte hinanden første gang i 1946 ud for Alléscenen på Frederiksberg Allé, hvor Sprogøe motiverede en tvivlende Passer til at forfølge drømmen om at blive skuespiller. Ib Schønberg foreslog på et tidspunkt John Olsen fra Saga Studio at benytte dem som makkerpar i en film, og det førte til, at de to spillede over for hinanden som vognstyrer og sporvognskonduktør i Ved Kongelunden (1953). Scenen, hvor de synger "Der kommer altid en sporvogn og en pige til", er siden kommet til at stå som et ikonisk øjeblik i deres makkerskab. I de efterfølgende år var de fast makkerpar i filmene I kongens klæ'r (1954), Det var paa Rundetaarn (1955), Færgekroen (1956) og Tag til marked i Fjordby (1957). Sprogøe og Passer var 1950'ernes mest populære filmpar, og de spillede sammen i 48 film mellem 1951 og 1970. I 1950'erne brugte de også meget tid sammen privat, men gled lidt fra hinanden, da Passer fandt sammen med Kjeld Petersen. Sprogøe og Passer forblev venner og skrev sammen indtil Passers død i 1980.

### Fandens oldemorog kontrakt med Folketeatret
I 1951 spillede Sprogøe i Hornbækrevyen og gjorde sig bemærket som "Fandens oldemor" i et nummer, der var bygget på Poul Henningsens vise af samme navn. Nummeret viste en ny fandenivoldsk side af Sprogøe og blev en så stor succes, at Stig Lommer tilbød ham en kontrakt på fem år. De havde allerede arbejdet sammen i et par år, men Sprogøe valgte at takke nej, da han efter eget udsagn frygtede at sidde fast i rollen som "sprællemand", hvis han skrev under på en lang kontrakt med Lommer. Sprogøe skrev i stedet kontrakt med Thorvald Larsen på Folketeatret, hvor han i højere grad kunne spille seriøst skuespil, men arbejdede fortsat sammen med Lommer ved flere lejligheder. Eksempelvis takkede Sprogøe ja, da Lommer tilbød ham at spille over for Passer i en opsætning af John Steinbecks Mus og mænd.

### Første samarbejde med Erik Balling
Sprogøe skulle vise sig at få et langt samarbejde med filminstruktør Erik Balling. De mødte første gang hinanden under optagelserne til Diskret ophold i 1946, og Sprogøe spillede senere med i Ballings første film, Vi som går køkkenvejen fra 1953. Sidenhen spillede Sprogøe en af de faste karakterer i Ballings tre Poeten og Lillemor-film, og i 1960'erne var Sprogøe med i en række andre film af Balling, herunder Slå først, Frede! og efterfølgeren Slap af, Frede! samt folkekomedien Martha. I Frede-filmene og Martha spillede Sprogøe sammen med Morten Grunwald og Poul Bundgaard, og de tre kom senere til at udgøre Olsen-banden i Erik Balling og Henning Bahs' ikoniske filmserie af samme navn. Gennem sin karriere medvirkede Sprogøe i mere end 30 af Ballings film og tv-serier.

## Senere karriere

### Etableret navn på Folketeatret
Folketeatrets direktør indtil 1959, Thorvald Larsen, gav ofte Sprogøe større roller på turnéer, end når samme stykke spillede på selve teatret, herunder i En søndag på Amager og Aprilsnarren. I anledning af teatrets 100-års jubilæum i 1957 havde Sprogøe rollen som Henrik i Den politiske kandestøber og spillede over for Osvald Helmuth. I 1960'erne overgik Sprogøe så småt fra biroller til hovedroller, og i 1964 spillede han hovedrollen i Bertolt Brechts Arturo Ui – en præstation, der kom til at give ham muligheder for hovedroller på mange københavnske teatre. I 1970'erne var Sprogøe det største navn på Folketeatret, og efter at Preben Harris blev direktør for teatret i 1971, spillede han en række markante hovedroller, herunder i Skillingsoperaen (1971), The Sunshine Boys (1974), Dantons død (1975), Onkel Vanja (1977) og Galilæis liv (1979).

### Markante roller på film og tv

#### Egon Olsen iOlsen-banden
I 1968 havde den første Olsen-bandenfilm premiere. I filmen spillede Sprogøe hovedrollen som den geniale vaneforbryder Egon Olsen, der var iklædt bowlerhat, en nålestribet habit og næsten altid havde en cigar i munden. Filmen havde blot en nogenlunde indtjening, mens Nordisk Films øvrige film klarede sig decideret dårligt det år. Efterfølgeren Olsen-banden på spanden (1969) indtjente lidt mindre end etteren, og Balling, der udover at instruere også var direktør for Nordisk Films spillefilmsafdeling, besluttede at lægge filmserien på hylden for en stund. I 1971 genoplivede Balling og Bahs serien med Olsen-banden i Jylland, som på mange måder rettede op på de to forrige films skitseagtige form og blev en stor succes. Filmserien blev især kendt for Egon Olsens mange raseriudbrud og monologer. Den ottende film, Olsen-banden ser rødt, er med sine 1,2 millioner solgte billetter en af de allerstørste danske biografsucceser gennem tiden, og flere af de øvrige film i serien solgte også omkring en million billetter. Sprogøe omtalte senere Egon Olsen som sin mest interessante rolle på film og forklarede det med, at filmene i hans øjne var fremragende folkekomedier, der indeholdt en masse samfundssatire.
| „ | Ti stille! Nu kan det være nok! Jeg finder mig ikke i det! Her kommer jeg hjem med en genial plan - genial, siger jeg - som kan gøre os til millionærer - alle sammen - og så sidder I der og har ikke andet i hovedet end flødeskum og bananlikør. Nogen borgerlige hundehoveder og hængerøve er hvad I er - men når det skal være på den måde, så kan det være det samme! Jeg kan klare mig selv. Jeg kan udmærket klare mig selv! Det er lige før, det bliver lettere, når man ikke skal ha' sådan et par klamphuggere på slæb - vorherre bevares! | “ |
|   | — Egon Olsen, Olsen-banden går amok (1973) |   |

Olsen-banden-filmene blev solgt til en række lande og nød især stor popularitet i DDR, hvor de blev sendt i eftersynkroniserede udgaver både i biografen og på fjernsyn. Sprogøe besøgte DDR flere gange og skrev gennem årene mange autografer til østtyske fans. I 1982 optrådte Sprogøe, Grunwald og Bundgaard som deres roller fra filmene i tv-underholdningsprogrammet Nacht der Prominenten. Selv mange år efter Sprogøes død kom tyske fans jævnligt forbi hans gamle hjem på Amager for at tage billeder.

#### Teodor Amsted iDen forsvundne fuldmægtig
I 1971 spillede Sprogøe hovedrollen som Teodor Amsted i Den forsvundne fuldmægtig, der var en filmatisering af Hans Scherfigs roman af samme navn fra 1938. Filmen blev en succes blandt både publikum og kritikere, og Sprogøe vandt desuden en Bodil for rollen. Den alvorlige rolle som Amsted, der fingerer et selvmord for at undslippe sin tilværelse som fuldmægtig, er anset for at være en af Sprogøes bedste præstationer på film, men den er samtidigt en undtagelse i en filmografi uden andre nævneværdige hovedroller i alvorlige film. Sprogøes søn Henning har vurderet, at rollen er blandt Ove Sprogøes mest betydningsfulde næst efter Egon Olsen i Olsen-banden-filmene og titelrollen i Arturo Ui på teatret. Ideen til filmatiseringen opstod, da kunsthandler Svend Hansen henvendte sig til Sprogøe med tilbuddet om at spille en valgfri rolle i en dansk film. Sprogøe svarede hurtigt, at han ville spille Amsted i Den forsvundne fuldmægtig, og dernæst påbegyndte Hansen arbejdet med at finansiere filmen. Kosmoramas anmelder roste Sprogøe for at spille "præcist og gennemarbejdet", og filmens instruktør, Gert Fredholm, har senere fortalt, at Sprogøe forekom rolig, rutineret og ukrukket i sin tilgang til rollen.

#### Biroller iHuset på ChristianshavnogMatador
I tv-serien Huset på Christianshavn, der blev produceret i 84 afsnit og vist på DR i årene 1970-1977, spillede Sprogøe rollen som Larsen og medvirkede i 46 afsnit.  Larsen var en lidt mystisk karakter med en kriminel fortid og stod på en måde uden for det fællesskab, der var udgjort af seriens øvrige karakterer. Lise Nørgaard, der var en af seriens manuskriptforfattere, fandt Larsen uinteressant og brugte ham kun sjældent i sine manuskripter, og i Nørgaards optik eksisterede karakteren primært for, at Balling kunne få Sprogøe med i serien. Sprogøe mente selv, at karakteren udviklede sig på en lidt uheldig måde i serien og faldt i baggrunden.
| „ | Larsen, den lille, sikre mand, som jeg spiller, volder mig ikke besvær. Det er en type på linje med, hvad Erik Balling og jeg har lavet i mange, mange film. Derimod har jeg sagt til Niels-Jørgen Kaiser, at de forskellige forfattere ikke har fulgt den sjove person op, som de i starten slog an, men det er nok, fordi det er svært at skrive om denne mærkelige, fine mand, der går rundt i huset, men alligevel er forbryder og lidt afsondret fra de andre. | “ |
|   | — Ove Sprogøe, Dansk Familie Blad |   |

DR-serien Matador, der blev produceret og sendt i 24 afsnit i årene 1978-1982, blev voldsomt populær og er genudsendt mange gange. Seriens handling udspiller sig fra 1929 til 1947 i den fiktive danske by Korsbæk, og Sprogøe spillede rollen som den stilfærdige huslæge dr. Hansen, der er radikal og bliver modstandsmand under krigen. Seriens hovedforfatter, Lise Nørgaard, vurderede, at rollen som dr. Hansen passede godt til Sprogøe, idet de to havde samme retfærdighedssans og lune. På opfordring af Erik Balling spillede Sprogøe rollen med fynsk dialekt, selvom Sprogøe ellers havde arbejdet på at slippe af med sin fynske udtale gennem hele sin karriere.

### Satire og julekalendere i tv
Sprogøe fik i slutningen af 1960'erne flere tilbud om at lave tv-satire, men han var tilbageholdende, da det blandt skuespillere blev anset for at være svært og krævende. I 1972 optrådte Sprogøe dog i et tv-onemanshow ved navn Sprogøe Special, hvor han spillede 21 forskellige roller. Udsendelsen fik gode anmeldelser, og derefter kom han til at medvirke i en række satireprogrammer. Sprogøe medvirkede eksempelvis i fire sæsoner af satireprogrammet Uha Uha fra 1974 til 1975, og det var ikke ualmindeligt, at en udsendelse havde omkring to millioner seere. Senere spillede han med i Ikk (1978), SågIkk (1983) og Klikk (1986-87).
Sprogøe medvirkede også som nisse i tv-julekalenderne Noget om nisser (1972), Jul i Gammelby (1979) og et enkelt afsnit af Nissebanden (1984). Derudover var Sprogøe fortælleren i den tegnede julekalender Fru Pigalopp og juleposten (1978).

### 1980'erne og frem

#### Teater, revy ogAnthonsen
I 1983 spillede Sprogøe rollen som Kong Kreon i en opførelse af Sofokles' Antigone på Gladsaxe Teater. Opførelsen var baseret på Eva Sprogøes oversættelse, og Henning Sprogøe medvirkede også i stykket som Kreons søn, Haimon. I 1984 havde Sprogøe titelrollen i DR's detektivserie Anthonsen, der var baseret på hans rolle som privatdetektiven Anthonsen i filmen Rend mig i revolutionen fra 1970. Serien, der blev instrueret af Erik Balling, stoppede efter fem afsnit. I 1985 spillede Sprogøe med i Betty Nansen Teatrets opsætning af Glengarry Glen Ross i anledning af sit 40-års jubilæum. I 1988 optrådte han i Tivolirevyen sammen med Holger Juul Hansen og Flemming Jensen.

#### Sidste roller og karrierestop
I 1989 fik Sprogøe et ildebefindende og var kortvarigt indlagt på hospitalet. Sprogøe fortsatte skuespilkarrieren, men episoden gjorde indtryk på ham. I 1990 blev han for første gang hjulpet via en øresnegl under et teaterstykke, og i årene efter blev det tiltagende vanskeligt for ham at huske sine replikker. Sprogøe døjede desuden med gigt i knæene og fik i stigende grad svært ved at bevæge sig omkring på scenen. Han blev sygemeldt med en virus på balancenerven i 1994, og det blev en anledning til at stoppe teaterkarrieren.
I 1993 medvirkede Sprogøe som vismanden i tårnet i TV3's tv-show Fangerne på Fortet. Sprogøe var ellers kun ganske sjældent med i underholdningsprogrammer, så produktionsholdet var overraskede over, at han takkede ja til tilbuddet. Ove havde Eva med til Frankrig, hvor sæsonen blev optaget i løbet af knap en måned om sommeren.
I 1996 spillede Sprogøe Birksted i Ole Bornedals tv-serie Charlot og Charlotte. Sprogøe fik også en lille rolle i tv-serien Bryggeren (1996) og indspillede sine scener, men blev klippet ud og optræder derfor ikke i den endelige udgave. Det skyldtes, at det blev nødvendigt at klippe en række scener ud for at undgå, at serien blev længere end de tolv planlagte afsnit. I 1998 medvirkede han i sin sidste film, Olsen-bandens sidste stik. Under optagelserne døde både Poul Bundgaard og instruktøren Tom Hedegaard, og filmen anses i dag for at være under niveau sammenlignet med resten af filmserien. Sprogøe og Balling vurderede efterfølgende, at filmen ikke burde være lavet. I 1999 modtog Sprogøe en Æres-Bodil og sagde i den forbindelse:
| „ | Jeg kan kun sige, at jeg er meget overvældet. Og at jeg stopper her. Jeg ville have gjort det tidligere, men Olsen-banden kunne det jo ikke lade sig gøre at lave uden mig. Så den blev min sidste. Den definitivt sidste. | “ |
|   | — Ove Sprogøe |   |

## Stemmeskuespil og musik
Sprogøe medvirkede som stemmeskuespiller i en række animationsfilm og -serier, herunder som Asterix i de danske udgaver af Asterix og Obelix-filmene og som Lucky Luke i de danske indtalinger af Lucky Luke-tegnefilmserien. Sprogøe lagde også stemme til figurer i de danske originalindtalinger af en række Disney-film, heriblandt Askepot (1950), Alice i Eventyrland (1951), Peter Pan (1953), Lady og Vagabonden (1955), Tornerose (1959), Sværdet i stenen (1963) og Junglebogen (1967). Sprogøe er især kendt for sin indtaling i Disney Juleshow, hvor han lægger stemme til Jesper Fårekylling. Han oplæste også bøger i radioen og indtalte desuden bøger til forlagsproduktioner. Sprogøe oplæste eksempelvis Hobbitten i radioen. Sprogøe indtalte også flere tv-programmer for Danmarks Radio, herunder julekalenderne Noget om nisser og Fru Pigalopp og juleposten (1978). Sidst i sin karriere lagde han stemme til Sultanen af Agrabah i Aladdin-filmene (1992-1996) og Aladdin-tv-serien (1994-1995).
Mange af de sange, som Passer og Sprogøe sang i deres film, udkom på plade. De to spillede desuden Karius og Baktus i et hørespil af samme navn, der udkom i 1964 og var på hitlisterne i flere måneder. Sprogøe sang danske viser af Gunnar Geertsen på pladen Den danske viking i 1978, og i 1982 udkom pladen Det er så sundt, hvor han oplæste digte af Hans Scherfig med musik af Holger Laumann.

## Politisk og velgørende engagement
Sprogøe engagerede sig politisk gennem hele sin karriere og stillede op til talrige støttearrangementer. Blandt de mange engagementer var en medvirken i en kampagnefilm for BUPL mod nedskæringer i den offentlige sektor, oplæsning af Pelle Erobreren for SiD til fordel for ordblinde samt støtte til stormflodsramte i Esbjerg og AIDS-sagen. Sprogøe optrådte til fordel for EF-modstanderne i 1982, og han var en del af foreningen Kunstnere for fred, der blandt andet arbejdede for at fjerne atomsprænghoveder. I 1969 tog Sprogøe initiativ til en støtteforestilling for Odin Teatret, efter at det havde mistet sin støtte fra Nordisk Kulturfond. Sprogøe optrådte også i fængsler, hvor han qua rollen som Egon Olsen blev godt modtaget. Johannes Møllehave, der var præst i Vridsløselille Statsfængsel i perioden fra 1969 til 1973, inviterede ofte Sprogøe til at optræde i fængslet.
| „ | Ove ville helst ikke stille op som sig selv, men fik han en rød næse på eller blev udstyret med en tekst af en forfatter, så ville han hjertens gerne. | “ |
|   | — Johannes Møllehave om Sprogøes optrædener i Vridsløselille Statsfængsel, biografien Ove Sprogøe                                                      |   |

Sprogøe var aldrig decideret partipolitisk, men Socialdemokratiet var det parti, han stemte på og fandt sig hjemme i. Sprogøes far, der trodsede sin chef og blev medlem af fagforeningen, blev definerende for hans politiske ståsted: "Min fars engagement har brændt sig ind i min sjæl. Det er så dejlig nemt at huske sit udgangspunkt. Min fars holdning sidder ustandselig i baghovedet på mig." Sprogøes børn lå alle langt ude på venstrefløjen og fik ved et enkelt valg overtalt ham til at stemme på Venstresocialisterne. Enkelte gange blev Sprogøe kritiseret offentligt for sine politiske udtalelser, herunder da han sagde, at medlemmerne af Baader-Meinhof-gruppen skulle have menneskelige forhold i fængslet, og da han engang udtalte, at han forstod enlige mødre, der blev drevet til at stjæle i supermarkedet.

## Privatliv

### Familie
Sprogøe blev den 29. marts 1945 gift med Eva Lilian Rasmussen (19. april 1922 – 20. august 2004) i Sankt Jakobs Kirke på Østerbrogade. Sammen fik de tre sønner; Sven (født 1948), Jørgen (født 1950) og Henning Sprogøe (født 21. oktober 1953). Sidstnævnte blev senere skuespiller og chef for skuespilleruddannelsen på Statens Teaterskole. Familien Sprogøe boede i mange år på Tømmerup Stationsvej på Amager. I årene 1956 til 1958 havde familien en ung pige kaldet Bibs i huset.
Gennem sin karriere holdt Sprogøe sit arbejde og privatliv klart adskilt, lukkede sjældent pressen ind i hjemmet og gav meget få interviews om sin familie. Familien Sprogøe fik aldrig fjernsyn, da Ove og Eva var enige om, at det kunne tage tiden fra familien med den korte tid til privatliv, som Ove havde. Sprogøe erhvervede heller aldrig en videomaskine og mente, at film var noget, der skulle ses i biografen, ligesom han generelt ikke brød sig om at se sig selv på film.

### Kunstsamling
Sprogøe var en stor samler af litteratur og kunst og havde værker af blandt andre Wiliam Skotte Olsen, Anders Kirkegaard, Jan Voss og René Bertholo. Efter Sprogøes død blev hans samling solgt på Bruun Rasmussen Kunstauktioner for omkring 1,2 millioner kroner. Den del af samlingen, der omhandlede teater og revy og bestod af omkring 400 bøger og manuskripter, blev foræret til Odin Teatret.

## Død og eftermæle
I 1998 indstillede Sprogøe sin lange skuespillerkarriere efter at have medvirket i den 14. og sidste Olsen-banden-film, Olsen-bandens sidste stik. I de sidste måneder af deres liv boede Ove og Eva Sprogøe på Løjtegårdsvejens Plejehjem på Amager. Ove døde den 14. september 2004 omtrent tre uger efter Eva, der døde den 20. august 2004.
Umiddelbart efter Sprogøes død inviterede Nordisk Film publikum gratis i biografen til visninger af Olsenbandenfilm. I Tyskland viste kanalen MDR Fernsehen Olsen Bandens sidste stik i bedste sendetid efter hans død, og Mitteldeutsche Zeitung kaldte ham "Ein Held des kleinen Mannes" (den lille mands helt) i hans rolle som Egon Olsen.
Sprogøes mest kendte roller er dr. Hansen i Matador og vaneforbryderen Egon Olsen i Olsen-bandenfilmene. Begge produktioner og roller er blevet en markant del af dansk kultur.
Fængselsvej ved Vridsløselille Statsfængsel blev som hæder til Sprogøe omdøbt til Egon Olsens Vej af Albertslund Kommune i december 2004. Lokationen er ikonisk i Olsen-banden-sammenhæng; de fleste film i serien begynder med, at Egon Olsen løslades derfra, ligesom de typisk ender med, at han fængsles der igen. I forbindelse med nedlæggelsen af Vridsløselille Statsfængsel i 2015 udgav fængslets fangekor et album med titlen "Egon Olsens Vej".
Ove Sprogøes Plads i Odense er desuden opkaldt efter Sprogøe,
og ligeså er Ove Sprogøe Prisen, et stipendium oprettet af Nordisk Film i 2006.

## Priser og legater
Bodilprisen
| År   | Nomineret arbejde              | Pris                       | Resultat | Ref.    |
| ---- | ------------------------------ | -------------------------- | -------- | ------- |
| 1956 | På tro og love                 | Bedste mandlige hovedrolle | Vundet   | [ 135 ] |
| 1972 | Den forsvundne fuldmægtig      | Bedste mandlige hovedrolle | Vundet   | [ 136 ] |
| 1975 | Olsen-bandens sidste bedrifter | Bedste mandlige hovedrolle | Vundet   | [ 137 ] |
| 1999 | N/A                            | Æres-Bodil                 | Vundet   | [ 138 ] |

Øvrige priser
- Æresmedlem af Dansk Skuespillerforbund[139]
- Æresmedlem af Dansk Solistforbund[139]
- 1968 – Mogens Wieth-legatet[140]
- 1968 – Frederik Schybergs Mindelegat[141]
- 1971 – Olaf Poulsens Mindelegat[142]
- 1976 – Teaterpokalen for rollen Adolf i Faderen på Bristol Teatret[143]
- 1979 – Osvald Helmuths Æreslegat
- 1980 – Politikens Nuser: Årets Radise[144][145]
- 1980 – Studenternes Æreskunstner[146]
- 1980 – Årets Cyklist[147]
- 1982 – PH-prisen[148]
- 1985 – LO's kulturpris[149]
- 1987 – Albertslunds Kulturpris[150]
- 1989 – Jord- og Betonarbejdernes Kulturpris[151]
- 1989 – Ole Haslund Hæderspris[152]
- 1994 – Revyernes Revy: Æreskunstner[153][154]
- 1996 – Danmarks Film Akademis Ærespris[155]
- 2000 – Æresmedlem af Skuespillerforeningen af 1879[156]

## Filmografi
Sprogøes samlede filmografi tæller 159 spillefilm samt adskillige tegnefilm, tv-serier, tv-film, dokumentarer og kortfilm. Derudover optrådte han i omkring 140 teaterstykker og en række revyer. Blandt Sprogøes mest kendte roller på film og tv er Egon Olsen i Olsen-bandenfilmene (1968-1998), dr. Hansen i Matador (1978-1982), Larsen i Huset på Christianshavn (1970-1977) og Teodor Amsted i Den forsvundne fuldmægtig (1971).

### Podcasts
- Bruun, Anders Vad; Iskov, Brian (21. december 2019). Julebonus 2019: Hyldest til Ove Sprogøe. Med dansk tale (podcast). Hentet 25. juli 2022.{{cite AV media}}:  CS1-vedligeholdelse: ref gentaget (link) CS1-vedligeholdelse: url-status (link)

### Dokumentarer
- Min barndoms land. Danmarks Radio (tv-dokumentar). 1984. Arkiveret fra originalen 16. maj 2022. Hentet 25. juli 2022.
- Skide godt Egon!. TV 2 (tv-dokumentar). 1994.
- Store Danskere: Ove Sprogøe. DR1 (tv-dokumentar). 2011. Hentet 15. marts 2023.{{cite AV media}}:  CS1-vedligeholdelse: url-status (link)